# Canoagem nos Jogos Pan-Americanos de 2011 - C-2 1000 m masculino
A competição do C-2 1000 metros masculino foi um dos eventos da canoagem nos Jogos Pan-Americanos de 2011. Foi disputada na Pista de Remo e Canoagem, em Ciudad Guzmán, no dia 28 de outubro.

## Calendário
Horário local (UTC-6).
| Data          | Horário | Fase  |
| ------------- | ------- | ----- |
| 28 de outubro | 11:30   | Final |

## Medalhistas
| Ouro   | CUB Serguey Torres e Karel Aguilar     |
| Prata  | BRA Ronilson de Oliveira e Erlon Silva |
| Bronze | VEN Anderson Ramos e Ronny Ratia       |

## Resultados

### Final
| Pos.              | Canoísta                                   | País          | Tempo    | Obs. |
| ----------------- | ------------------------------------------ | ------------- | -------- | ---- |
| Medalha de ouro   | Serguey Torres, Karel Aguilar              | CUB Cuba      | 3:39.280 |      |
| Medalha de prata  | Ronilson de Oliveira, Erlon Silva          | BRA Brasil    | 3:40.482 |      |
| Medalha de bronze | Anderson Ramos, Ronny Ratia                | VEN Venezuela | 3:40.990 |      |
| 4                 | Miguel Castañeda, Everardo Cristóbal       | MEX México    | 3:41.252 |      |
| 5                 | Gabriel Beauchesne-Sévigny, Andrew Russell | CAN Canadá    | 3:56.489 |      |
| 6                 | Carlos Escamilla, Jesús Escamilla          | COL Colômbia  | 4:08.258 |      |